# Athanasios Diakos
Athanasios Diakos, född 1788, död 1821, var en grekisk militär och frihetskämpe från grekiska frihetskriget. Hans kamp mot turkarna utmynnade i att han tillfångatogs och avrättades 1821 och blev en martyr för grekerna.